# هنس یوئن هنسن
هنس یوئن هنسن (دانمارکی: Hans Jørgen Hansen; ۶ اکتبر ۱۸۷۹ – ۱۰ دسامبر ۱۹۶۶) بازیکن هاکی روی چمن اهل دانمارک بود.